# Krishna Prasad Bhattarai
Pour les articles homonymes, voir Prasad (homonymie).
Krishna Prasad Bhattarai – en népalais : कृष्ण प्रसाद भट्टराई – (13 décembre 1924 - 4 mars 2011) est un homme d'État népalais.

## Biographie
Il a exercé les fonctions de Premier ministre du Népal à deux reprises, du 19 avril 1990 au 26 mai 1991 et du 31 mai 1999 au 22 mars 2000.
Il meurt le 4 mars 2011 à 86 ans.